# Jang Yoon-jeong
Dans ce nom coréen, le nom de famille, Jang, précède le nom personnel.
Pour les articles homonymes, voir Jang.
Jang Yoon-jeong (coréen : 장윤정), née le 16 février 1980 à Chungju, est une chanteuse sud-coréenne.

## Carrière
Jang fait ses débuts en 1999 et se fait connaître en 2004 lorsque son single Eomeona! (Oh My Goodness!) est numéro un des ventes. La chanson remet le trot à la mode, Jang Yoon Jeong est surnommée la reine du trot.
En août 2014, Jang signe avec l'agence KOEN Stars, qui abrite les animateurs Lee Hwi-jae et Lee Kyung-kyu, après la fermeture de son ancienne agence Inwoo Production.

## Vie privée
Le 29 juin 2013, Jang épouse le présentateur de journaux Do Kyung-wan à Yeouido, dans l'ouest de Séoul. Le couple donne naissance à un fils Yeon-woo le 13 juin 2014, puis une fille Ha-young le 8 novembre 2018. De 2019 à 2022, la famille est présente dans la série de télé-réalité The Return of Superman.

## Discographie
Albums studio
- 2004 : Eomeona! (어머나!)
- 2005 : Jjanjjara (짠짜라)
- 2006 : Later, Later (이따, 이따요)
- 2008 : Twist (트위스트)
- 2010 : Come (올래)
- 2012 : 10th Anniversary (10주년 앨범)
- 2015 : Girl (女子)
- 2019 : Préparation
- 2022 : estrena

## Récompenses
- Golden Disc Awards
  - Trot Award : 2005, 2006, 2007, 2008
- MelOn Music Awards
  - Trot Award : 2010
- Seoul Music Awards
  - Bonsang (Main Award) : 2006, 2008, 2009
  - Trot Award : 2011[4]